# Подземная газификация угля

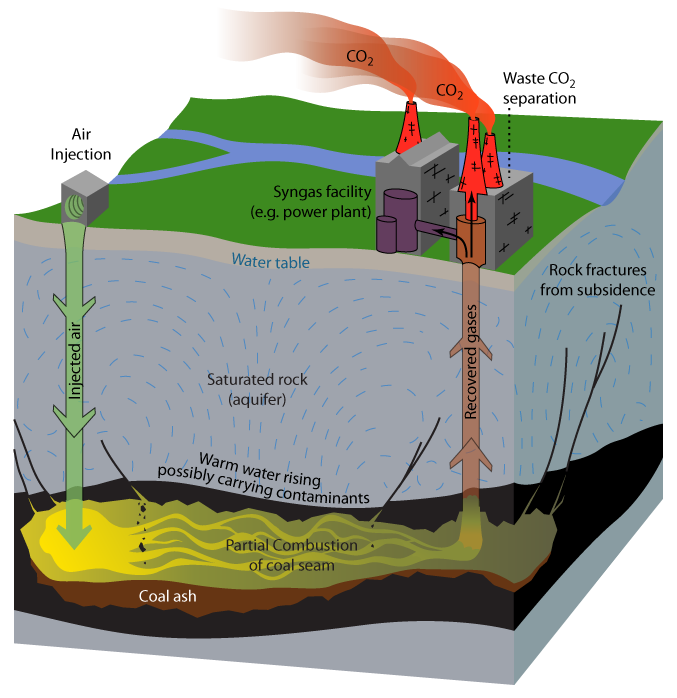
Подземная газификация угля.

Подземная газификация угля (ПГУ) — физико-химический процесс превращения угля в горючие газы с помощью свободного или связанного кислорода непосредственно в недрах земли. При этом уголь в пласте, под землей, превращается в горючий газ (газ подземной газификации, генераторный газ, искусственный газ), обладающий достаточной калорийностью для энергетического и технологического использования.

## История
Идея подземной газификации принадлежит Д. И. Менделееву и, судя по его записным книжкам, впервые зародилась у него в начале 80-х годов XIX века: «достаточно поджечь уголь под землей, превратить его в светильный, или генераторный, или водяной газ и отвести его по трубам из бумаги, пропитанных смолой и обвитых проволокой». Первое официальное изложение идеи встречается в 1888 г. в статье Д. И. Менделеева «Будущая сила, покоящаяся на берегах Донца». Позже (1912 г.) эту же идею высказал английский химик У. Рамзай. В Великобритании темой подземной газификации угля занимался Карл Уильям Сименс и Альфред Беттс. Патенты выдавались в Великобритании, Канаде, США и России. К 1914 начались испытания технологии подземной газодобычи.
Первый в мире проект подземной газификации углей был разработан в СССР в 1928 г..
В 1933 г. в СССР была создана контора (позже трест) «Подземгаз» с целью координации научно-исследовательских, проектных и экспериментальных работ по подземной газификации углей. Основные полигоны: Лисичанская опытная станция, Каменск-Шахтинская станция, Горловская станция (Донбасс).
Первый удачный метод, т. н. «поточный», был разработан группой бывших студентов Сталинского (Донецкого) углехимического института (П. В. Скафа, В. А. Матвеев, Д. И. Филиппов) под руководством профессора И. Е. Коробчанского и при активной помощи профессора В. С. Крыма. После лабораторных испытаний в 1934 году результаты исследования были внедрены этой группой на лисичанской шахте «Подземгаз» и горловской шахте № 4 «Подземгаз».. Первое удачное испытание прошло 24 апреля 1934 года.
Наиболее известными опытно-промышленными предприятиями подземной газификации были: Южно-Абинская станция «Подземгаз» в Кузбассе (город Киселевск), пущенная в эксплуатацию в 1955 году, работавшая на каменном угле и прекратившая свое существование в 1996 году, и Ангренская станция «Подземгаз» в Узбекистане (город Ангрен), построенная в 1963 году (работающая на буром угле) и работающая по сей день.
Развитие работ подземной газификации продолжалось институтом ВНИИПодземгаз (позже ВНИИПромгаз, ВНПО «Союзпромгаз», ныне ОАО «Газпром промгаз»).
За пределами СССР первые опыты подземной газификации были проведены в 1946 г. в США (штат Алабама) и в 1947 г. в Италии (у Вальдорио близ Флоренции).
1970-80-е годы знаменуются всплеском интереса к подземной газификации углей за рубежом: почти все крупные угледобывающие государства мира приобрели у Советского Союза лицензии на технологию подземной газификации углей. В этот период Советский Союз посещали многие делегации, зарубежные специалисты знакомились с достижениями советских инженеров, перенимали опыт ведения процесса, который во многом был передовым в мире в области подземной газификации (ПГУ). Однако в самом СССР, начиная с середины 1970-х интерес к ПГУ начал падать в связи с открытием крупных газовых месторождений на Севере.
В начале XXI века интерес к ПГУ вырос в США, Индии и Китае, Австралии, где в настоящее время ведутся экспериментальные и промышленные работы. Исследованиями в области подземной газификации угля занимается компания Linc Energy, которой принадлежало несколько установок (в том числе и в Агрене). Планировалось использовать подземную газификацию на угольных месторождениях
В 2013 в районе Луганска был построен комплекс по газификации угля
Значительный вклад в развитие идей и технологии подземной газификации в СССР внесли В. А. Матвеев, П. В. Скафа, Н. А. Фёдоров, Е. В. Крейнин.

## Процесс
В угольном пласте создаются необходимые реакционные каналы с помощью фильтрационно-огневой (или фильтрационной) сбойки скважин, или гидравлического разрыва пласта, или направленного бурения скважин по угольному пласту. В каналах газификации сформировываются реакционные зоны. Процесс газификации ведётся обычно на воздушном дутье. Химические реакции, протекающие в каналах подземной газификации, аналогичны газогенераторному процессу (см. Газификация). По мере выгазовывания угольного пласта реакционные зоны перемещаются и под действием горного давления происходит сдвижение пород кровли и заполнение ими выгазованного пространства. Благодаря этому размеры и структура каналов газификации остаются в течение длительного времени относительно постоянными, что обусловливает постоянство состава получаемого газа.
Применяются две технологические схемы подземной газификации углей:
- подача дутья со стороны угольного целика при отводе газа через выгазованное пространство;
- подача дутья со стороны выгазованного пространства, отвод газа со стороны целика угля через опережающие скважины для его термической подготовки.

Низшая теплота сгорания газа, получаемого на воздушном дутье, 3,2—5 Мдж/м³; на дутье, обогащенном кислородом (60—65 %), или парокислородном — 47,6 Мдж/м³; по химическому составу газ пригоден для синтеза аммиака и углеводородов.

## Современные проекты
В настоящее время подземная газификация угля имеет ограниченное промышленное применение. Компания Yerostigaz, дочернее предприятие австралийской Linc Energy производит около 1 млн. м³ синтетического газа в сутки в Узбекистане. Получаемый газ используется в качестве топлива на электростанции города Ангрен. Сама компания Linc Energy осуществляет лишь пилотные проекты в Австралии совместно с компанией Cougar Energy.
В ЮАР компания Eskom (совместно с Ergo Exergy в качестве поставщика технологии) ввела в эксплуатацию демонстрационный завод для производства в промышленных масштабах синтетического газа для местной электростанции.
Компания ENN участвует в пилотном проекте подземной газификации угля в Китае.
В разной стадии разработки проекты подземной газификации угля пытаются развивать в Австралии, Великобритании, Венгрии, Пакистане, Польше, Болгарии, Канаде, США, Чили, Индонезии, Индии и Ботсване. Согласно данным компании Zeus Development всего существует около 60 пилотных проектов.

## В искусстве
Ещё до Великой Отечественной войны научное изыскание инженеров-химиков Донбасса привлекло внимание писательницы Веры Кетлинской. Она начала писать роман, связанный с перипетиями освоения ПГУ. Роман «Иначе жить не стоит» был закончен в 1960-м году. П. В. Скафа, В. А. Матвеев и Д. И. Филиппов — прототипы главных героев этого романа.